# Forme geometriche (Addicted to You)
Forme geometriche (Addicted to You) è un singolo del gruppo musicale italiano Benji & Fede, pubblicato il 25 novembre 2016 come terzo estratto dal secondo album in studio 0+.

## Descrizione
Riguardo al brano, Benji & Fede hanno spiegato:

## Video musicale
Il videoclip, diretto da Alessandro Murdaca, è stato pubblicato il 13 dicembre 2016 attraverso il canale YouTube della Warner Music Italy.

## Classifiche
| Classifica (2016) | Posizione massima |
| ----------------- | ----------------- |
| Italia            | 82                |